# Kunst der Aborigines

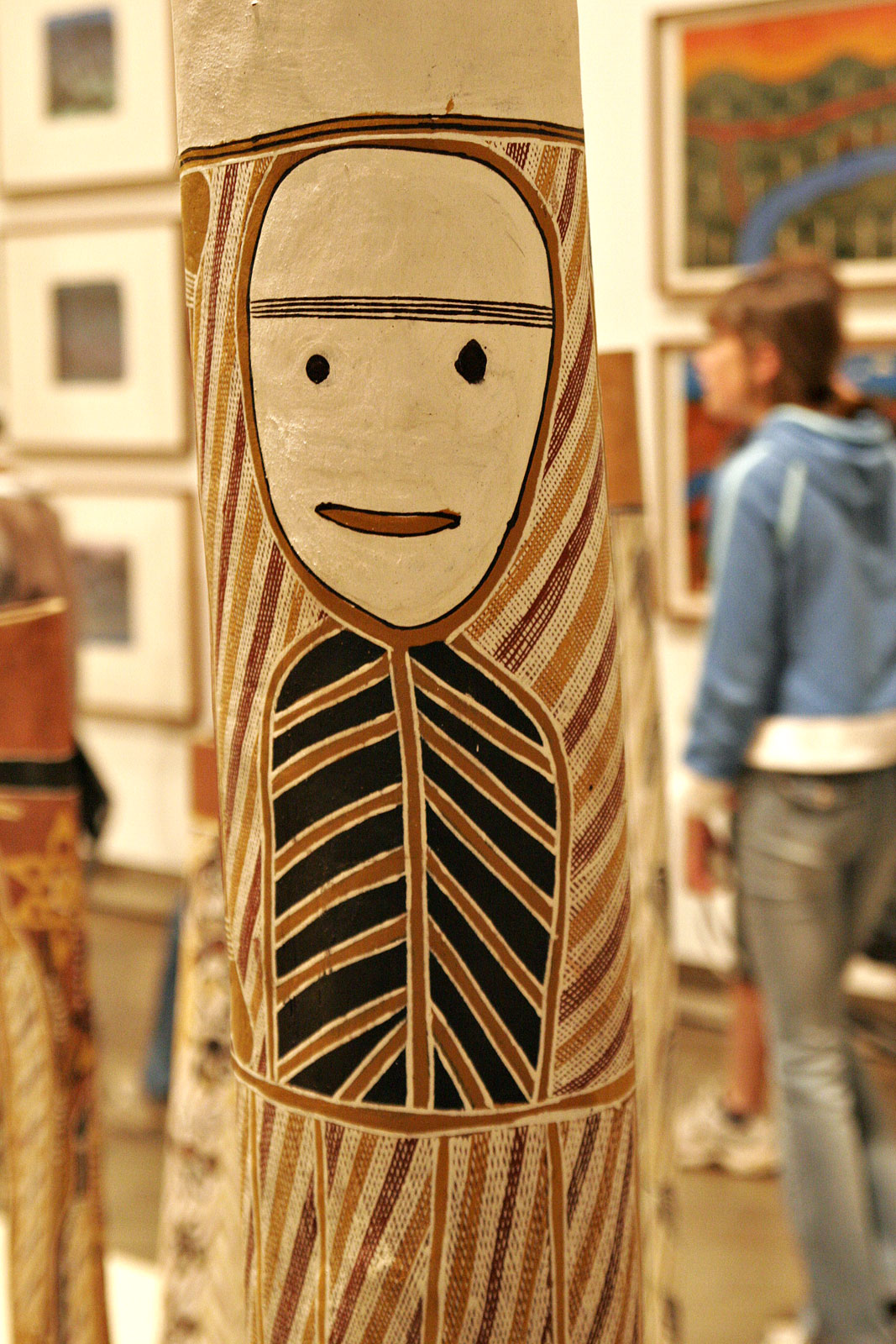
Hohler Baumstamm als Grabzeichen

Die Kunst der Aborigines, englisch Aboriginal Art genannt, zählt zu „den ältesten kontinuierlichen Kunsttraditionen der Welt“. Sie wird von indigenen Australiern, den Aborigines, geschaffen und umfasst einen Zeitraum von 40.000 Jahre alten Felsmalereien bis zu heutiger moderner Kunst, die auf ihrer traditionellen Kultur beruht. Dargestellt wurde zumeist figurativ die Tierwelt und Menschen sowohl für Lehr- als auch zeremonielle Zwecke. Bilder wurden auf Fels gemalt und geritzt, in Sand gezeichnet, auf Körper und Baumrinden gemalt. Die Kunst der Aborigines umfasst ein weites Spektrum an Medien, einschließlich das Bemalen von Rindenplatten, Leinwand, Holz- und Steingravuren, Bildhauerei, Sand- und Körpermalerei, das Erstellen von zeremoniellen Kleidungsstücken und die künstlerische Verzierung von Waffen und Werkzeugen.
Seit etwa den 1930er Jahren entwickeln sich neue Kunstformen: Sowohl mit neuen Materialien und den Aquarell-Darstellungen der zentralen Wüsten durch die Hermannsburg School von Albert Namatjira, als auch aus den traditionellen Motiven und Techniken entstehen neue Kunstformen, wie der Papunya Tula von Johnny Warangkula Jupurrula aus Papunya mit dem Stil des Dot-Painting in den 1980er Jahren. Dies war die erste neuzeitliche Generation. Ihr folgte die zweite Generation der Aborigine-Maler in den 1980er Jahren, die sich mit der immer noch herrschenden Rassentrennung befasste, die vom Maler Robert Campbell Junior erstmals auf Bildern dargestellt wurde.
In den letzten Jahrzehnten hat die Kunst der Aborigines internationale Anerkennung gewonnen.

## Soziale Bedeutung

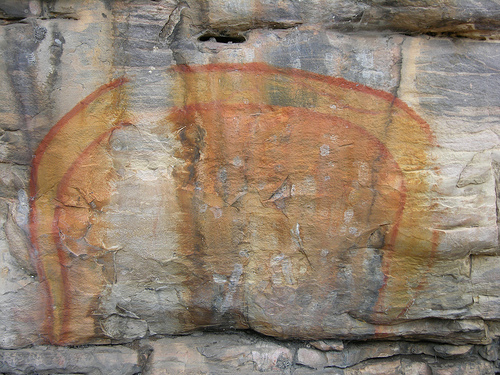
Regenbogenschlange

„Ansehen erwirbt man sich in der Kultur der Aborigines durch Wissen und nicht durch materiellen Besitz. Die Kunst ist ein Ausdruck des Wissens und somit eine Art Legitimationsbeweis.“
Kunst ist Bestandteil der Hauptrituale in der Kultur der Aborigines: sie markiert Territorien, zeichnet Geschichte auf, unterstützt und übermittelt Erzählungen über die Traumzeit. Ähnlich wie Christen ihre eigene Geschichte über die Schöpfung der Welt haben, beschreibt die Traumzeit der Aborigines die Entstehung der Welt und jeder einzelnen Landschaft.
Bei der Betrachtung der Kunstform der Aborigines ist grundsätzlich auf zwei Interpretationsebenen zu achten: „Den »inneren« Geschichten, die nur für diejenigen bestimmt sind, die über das entsprechende rituelle Wissen verfügen, und den »äußeren« Geschichten, die für alle zugänglich sind.“ Traditionelle Kunst der Aborigines hat fast immer einen mythologischen Unterton, der sich auf die Traumzeit bezieht. Viele moderne Puristen sagen, wenn es keine spirituellen Anteile enthält, dann ist es keine wirkliche Kunst der Aborigines. Wenten Rubuntja, ein Aborigine, der Landschaftskünstler ist, sagt, dass es schwer ist, eine Kunst zu finden, die spirituelle Bedeutung meidet. „Es ist egal welche Art der Malerei wir hier in diesem Land betreiben, es gehört immer noch zu den Leuten, zu allen Leuten. Es ist Anbetung, Arbeit, Kultur. Es ist alles Traumzeit. Es gibt zwei Arten der Malerei. Beide sind wichtig, weil sie Kultur sind.“
Ein Aborigine-Künstler, der ein Werk schafft, ist Besitzer und Teilhaber der dargestellten Inhalte, die nur ihm für bestimmte Zwecke zugeteilt sind. Nur er hat das Recht, zeremonielle Muster zu verwenden und spirituelle Inhalte abzubilden. Diese Muster, die anderen gehören, ohne deren Erlaubnis zu verwenden, stellt bei den Aborigines einen schweren Verstoß gegen dieses überlieferte Gesetz dar. Im heutigen Sinne würde dieses „Gesetz“ als Copyright bezeichnet werden.
Die Bedeutung der Kunst im traditionellen Leben der Aborigines versucht Howard Morphy für Außenstehende am Beispiel des Aborigine-Stammes der Yolngu nachvollziehbar zu machen:
„Kunst war und ist eine zentrale Komponente im traditionellen Leben der Yolngus, signifikant im politischen Bereich, in der Beziehung zwischen den Clans und in der Beziehung zwischen Männern und Frauen. Kunst war und ist eine bedeutende Komponente des geheimen Wissens und auf einer metaphysischeren Ebene ist es das wichtigste Mittel, um die Ereignisse der Vorfahren wieder zum Leben zu erwecken, um damit die Kontinuität mit der Vergangenheit unserer Vorfahren und die Kommunikation mit der Welt der Ahnengeister zu erhalten. Zum Beispiel ist die Felsmalerei der Regenbogenschlange nicht nur ein Bild einer 'Regenbogenschlange', sondern die Manifestierung der Regenbogenschlange – sie lebt in dem Bild und wird herauskommen und Dich verschlingen, wenn Du Dich dem Bild gegenüber unangemessen benimmst […] Bilder als Verkörperungen unserer Ahnengeister stellen diese Ahnengeister nicht nur einfach dar, um ihre Geschichten zu erzählen, […] soweit es die Yolngu betrifft, sind diese Bilder ein Bestandteil der Wesen selber […] sie besitzen oder beinhalten die Macht der Ahnengeister.“

### Material, Symbole und Ikonografie

Felsen, aus denen Ocker-Farben gewonnen wurden. MacDonnell Ranges

Die Malerei der traditionellen Kultur nutzt nur wenige Farben, weil nur eingesetzt werden konnte, was lokal vorhanden war. Einige Farben wurden von „Ocker-Minen“ abgebaut und sowohl für Malereien als auch für Zeremonien eingesetzt. Anorganische Pigmente wie Ocker oder Gesteinsmehl wurde zwischen den Clans gehandelt, und in manchen Zeiten konnte es nur von bestimmten Männern des Clans gesammelt werden. Andere Farben wurden aus Lehm, Holzasche und Tierblut hergestellt. Die Symbolik der Felskunst und Malerei variiert in Abhängigkeit vom Stamm und der Region, was sich auch noch heute in der modernen Kunst der Aborigine-Künstler niederschlägt.
Die gepunkteten Motive von vielen heutigen modernen Mustern sind das Markenzeichen der derzeitigen Kunstbewegung von Papunya. Dieser ikonische Status entwickelte sich von einer Kultur, die zurückgeht auf ein Land vergangener Zeit, in der es sich zu den Traumzeit-Storys der Wüste verwebt.
Einige Symbole der modernen Bewegung behalten dieselben Bedeutungen über verschiedene Regionen bei, obwohl sich die Bedeutung desselben Symbols im Kontext des Gesamtbildes ändern kann. Wenn monochrom dargestellt, dann sehen Kreise innerhalb von Kreisen ähnlich aus. Je nach Stamm der Aborigines kann ein Kreis eine Feuerstelle, Baum, Hügel, Loch, Wasserloch oder Quelle bedeuten. Die Bedeutung des Symbols kann durch die Farbe verdeutlicht werden; Wasser ist zum Beispiel in blau oder schwarz dargestellt.
Viele Bilder von Künstlern der Aborigines, die Geschichten der Traumzeit darstellen, werden aus der Vogelperspektive dargestellt. Die Erzählung folgt der Lage des Landes, wie es von den Vorfahrengeistern erschaffen wurde bei ihrer Reise durch die Schöpfung. Die modernen Darstellungen sind Neuinterpretationen der Songs, Zeremonien, Felskunst, und Körperkunst, wie sie für viele Tausend Jahre üblich waren.
Was auch immer die Bedeutung oder Interpretation eines Symbols ist, es sollte stets im Kontext der Herkunft des Künstlers, der Geschichte hinter der Malerei, des Stils des Bildes und zusätzlicher Hinweise, wie der genutzten Farben, betrachtet werden.

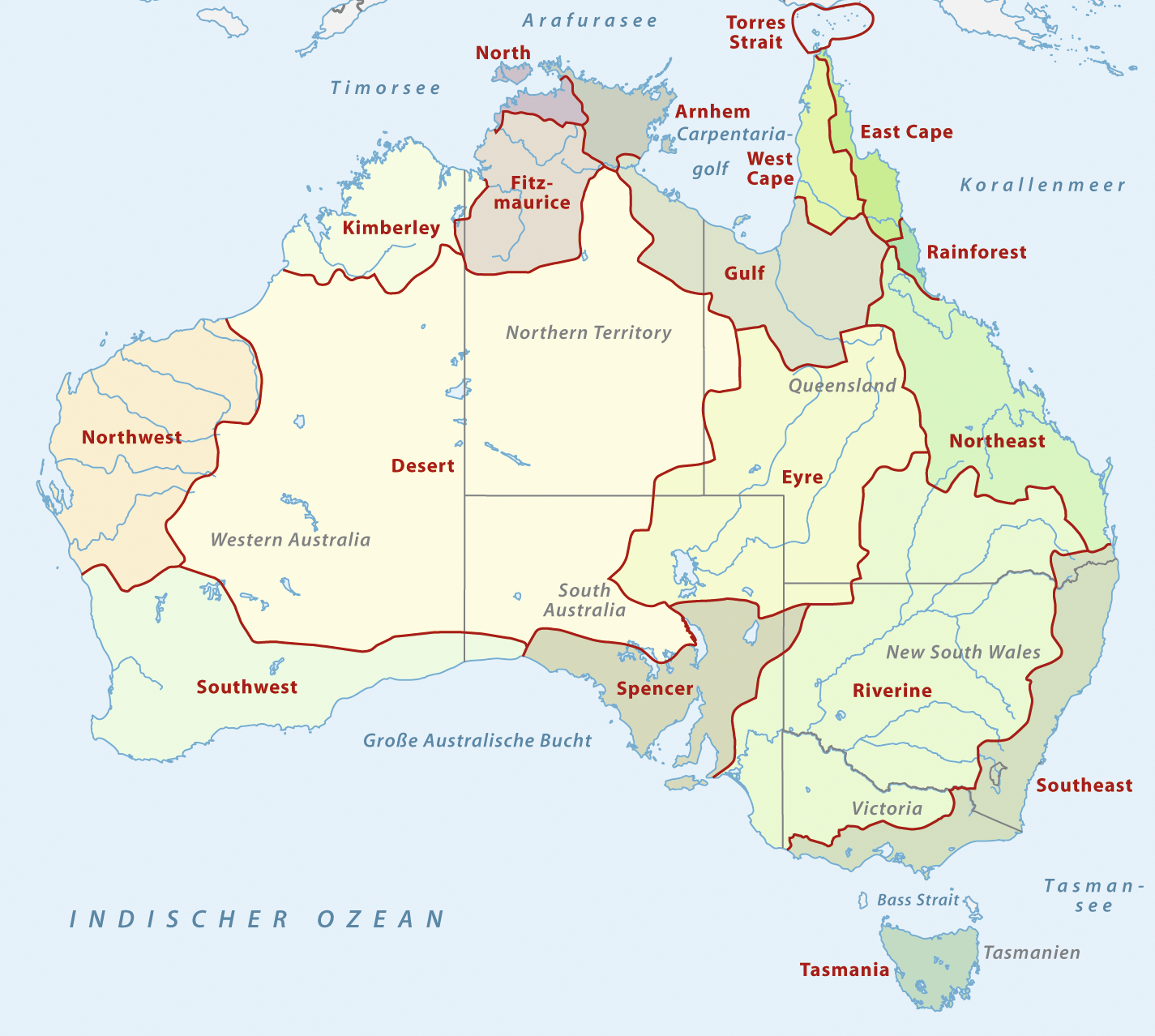
Regionen Australiens

## Traditionelle Kunst der Aborigines
Die Schwerpunkte der traditionellen Kunst der Aborigines (siehe Karte) liegen im Northern Territory (insbesondere im Arnhem Land), Queensland (vor allem West- und East-Cape sowie Torres-Straße), South Australia und in Western Australia (insbesondere in den Kimberleys).

### Kunststile nach Region
Die am vielfältigsten ausgebildete traditionelle Kunststilrichtung im Arnhem-Land lässt sich nach vier Sprachgruppen regionalisieren: Kuniwinjku und Kuninijku im Norden, die Rembarrgna-Sprachgruppe in der Mitte, die Yolngu im Nordosten und in der Mitte und letztlich diejenigen, die in den Randgebieten leben.
Im Kulturraum der Western Desert, der die Wüsten der Bundesstaaten Northern Territory, South Australia und Western Australia umfasst, ist der traditionelle Kunststil geprägt von Mustern und Zeichen, die Orte oder Stätten der Traumzeit oder auf Pfade und Bewegungen verweisen, wobei die zeremoniellen Muster in der Warlpiri-Sprache Kuruwarri und die der Frauen Yawulyu genannt werden. In den Wüstenvölkern haben Regelungen zur Blutsverwandtschaft große Bedeutung, was für die Kunst bedeutet, dass es eine paarweise Zuordnung von Künstlerpersonen in zeremoniellen Rollen und bei der Herstellung der Kunstwerke, auch für die Herstellung von Kunst für Nicht-Aborigines, gibt. Ein Werk entsteht unter Beteiligung nicht allein eines Künstlers, sondern unter Beteiligung eines Mitglieds der entgegengesetzten Moieties (Hälfte) des Stammes.
Die traditionelle Kunst im Norden von Queensland umfasst die Kap-York-Halbinsel, die Mornington Island und die Inseln der Torres-Straße und unterscheidet sich dadurch, dass auf dem Festland die Bewahrung der Traditionen der Ahnengeister und auf den Inseln die kulturelle Beziehung zu Papua-Neuguinea ausgeprägt ist. Da dieses Gebiet weder künstlerisch noch historisch einheitlich ist, ist eine Vielzahl von Kunststilen feststellbar.

### Körpermalerei
Möglicherweise eine der frühesten Formen der Kunst der Aborigines ist die Körpermalerei; sie wird heute noch benutzt. Zum Beispiel bedecken die Yolngus und im Arnhem Land ihre Körper mit traditionellen Mustern für Zeremonien und Tänze. Die Vorbereitung kann viele Stunden andauern und die besten Künstler werden dafür ausgewählt. Die Muster und Motive zeigen das Verhältnis des Aborigines zu Verwandten oder Clanmitgliedern. Die Muster, die auf die Körper aufgetragen werden, sind traditionelle Muster, die häufig feine Kreuzschraffuren und Linien aus Punkten beinhalten, die zum Clan der dekorierten Person gehören. Körpermalerei war vermutlich die Inspiration für viele Muster, die jetzt bei der Baumrindenmalerei gefunden wird.

### Baumrinden-Malerei

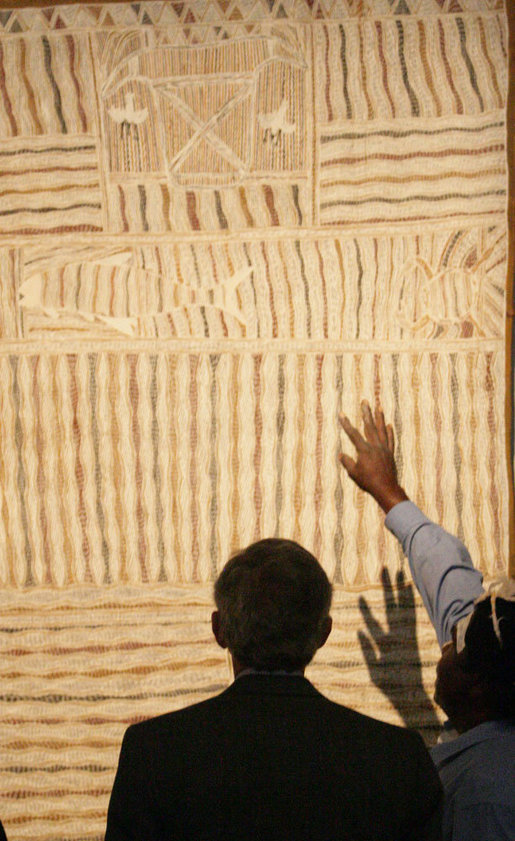
US-Präsident George W. Bush betrachtet die Details des Yirrkala Bark Painting während einer Tour durch das Australian National Maritime Museum in Sydney am 6. September 2007

Diese Malereien werden auf dem geglätteten Inneren von Baumrinde aufgetragen, die von Eukalyptus-Bäumen mit dicker Rinde abgenommen wurde. Sie wird auch heute noch im Arnhemland und im Top End sowie in der Kimberley-Region durchgeführt. Traditionell wurden Rinden bemalt, um Erläuterungen und Zeremonien zu unterstützen und waren vergängliche Objekte.
Die Muster sind im Besitz der Künstler, ihrer Skin-Gruppe oder ihres Clans und können nicht von anderen Künstlern genutzt werden. Ursprünglich wurden diese Muster bei Zeremonien auf Körper aufgetragen, aber auch bei Begräbnisritualen auf Baumstämme gemalt. Während die Muster selber alt sind, ist das Malen auf glatter Baumrinde ein relativ neues Phänomen, obwohl es Hinweise gibt, dass Künstler die Wände und Dächer ihrer Behausungen aus Baumrinde bemalt hatten.
Die modernen Formen der Rinden-Malerei erschienen erstmals in den 1930er Jahren, als Missionare in Yirrkala und Milingimbi die Yolngu baten, Rinden-Malerei für den Verkauf in den Städten in New South Wales und Victoria herzustellen. Die Missionare wollten mit dem verdienten Geld ihre Missionsstationen finanzieren und weiße Australier über die Kultur der Yolngu informieren (Morphy 1991). Als der Handel zunahm und die Nachfrage wuchs, wurden führende Künstler wie Narritjin Maymuru gebeten, Ausstellungen zusammenzustellen.
Erst seit den 1980er Jahren wird Rinden-Malerei als „Fine Art“ angesehen und nicht mehr nur als interessante indigene Handarbeit. Die erzielten Preise auf den internationalen Kunstmärkten stiegen entsprechend. Heutzutage wird der Wert eines Bildes nicht nur bestimmt von den technischen Fähigkeiten und dem Ruhm des Künstlers, der Qualität des Bildes insgesamt, sondern auch zu welchem Grad das Kunstwerk die Kultur einschließt, indem es eine traditionelle Geschichte erzählt. Die besten Künstler werden im jährlichen National Aboriginal & Torres Strait Islander Art Award anerkannt.
Zur Herstellung der Malerei werden abgesehen von der Baumrinde noch Farben, Fixierung, Pinsel und Feuer benötigt. Die Rinde muss frei von Ast-Augen und anderen Fehlern sein. Am besten wurde die Rinde im Frühling geschnitten, wenn die Baumsäfte aufsteigen. Zwei horizontale und ein vertikaler Schnitte werden gemacht und dann wird die Rinde vorsichtig mit einem scharfen Werkzeug abgepellt. Nur die innere weiche Rinde eignet sich für die Rindenmalerei, die anschließend in einem Feuer erhitzt wird. Nach diesem Vorgang muss die Rinde mit den Füßen geglättet und schließlich mit Steinen oder Baumstämmen beschwert getrocknet werden. Der Auftrag der Malerei erfolgt mit Erdpigmenten (Ocker) in rot, gelb und schwarz. Sie bestehen aus Mineraloxiden wie aus Eisen oder Magnesium. Weißer Ton aus Calciumcarbonat wird auch benutzt. Zur Fixierung wurde Orchideen-Saft genutzt. Wenn das Bild fertiggestellt ist, werden die Enden eingeschnitten, um ein Aufrollen der Rinde zu verhindern.

### Sand-Malereien
Während im Arnhem-Land Bilder auf Rindenstücken, die flachgepresst sind, verbreitet waren, wurden in den Wüstengebieten Bodenbilder angefertigt. Die Bodenbilder im Sand, die vor allem zeremoniellen Zwecken dienten, waren vergänglich und wurden mit der Einführung neuer Maltechniken und Materialien wie synthetische Farben und Leinwand abgelöst. Dennoch wurden die graphischen Muster und symbolischen Ausdrucksformen der Sandmalerei nicht aufgegeben, sondern mittels der neuen Techniken und Materialien ergänzt. Die Muster ergänzen die ritualen, sozialen und politischen Situationen und spiegeln sie wider.
Die großen Bilder werden im Sand und mit Pigmenten farblich ausgeführt. Diese Bilder sind oft geheim, aber sie werden auch für die Öffentlichkeit hergestellt. Eines der bekanntesten öffentlichen Bodenbilder haben vom Mai bis zum August 1989 sechs Künstler (Paddy Jupurrurla Nelson, Paddy Japaljarri Sims, Paddy Cooki Japaljarri Stewart, Neville Japangardi Poulsen, Francis Jupurrurla Kelly und Frank Bronson Jakamarra Nelson) aus der Künstler-Kolonie Yuendumu hergestellt. Es ist ein Yams-Dreaming in einer Größe von 40 Quadratmetern im Centre Georges Pompidou in Paris in der Le Hall del Villette, das anlässlich der Ausstellung Magiciens de la Terre gestaltet wurde.

### Felsmalerei
Felsmalerei entstand über einen langen Zeitraum, mit den ältesten Funden in der Pilbara-Region und Carpenter’s Gap in den Kimberleys in Western Australia, sowie im Olary-Distrikt in South Australia, alle drei werden auf ein Alter von 40.000 Jahren geschätzt. Bedeutende Funde gibt es auch in den Kimberleys, im Arnhemland und in der Region von Sydney. Lediglich in Victoria und im Südosten von Queensland sind wenige Felsmalereien gefunden worden.
Felsmalerei gibt uns beschreibende Informationen über soziale Aktivitäten, wirtschaftliche Verhältnisse, Veränderungen in der Umwelt, Mythen und Zeremonien.
Indigene Kunst beinhaltet eine Reihe verschiedener Stile von Felsmalerei:
- Der Röntgenstil aus dem Arnhem-Land und der Kakadu-Region im Northern Territory zeigt die Skelette und Eingeweide von Tieren und Menschen gezeichnet als innere Konturen wie bei Schnittbildern.
- Im Zentrum Australiens wurden für heilige und geheime Zeremonien geometrische Figuren wie Kreise, Spiralen, Linien, Punkte und Bögen verwendet, die Totems und Gegenstände repräsentieren, und ihre Geschichten darstellen. Für weltliche Zwecke wurde eine figurative Darstellung gewählt. Fundstellen für diese Malereien sind stets in der Nähe von Wasserstellen, die auch Spuren menschlicher Besiedlung zeigen.
- Schablonen-Kunst, insbesondere das Motiv einer Hand. Einfachere Muster wie gerade Linien, Kreise und Spiralen sind auch üblich, und in manchen Fällen vermutlich die Inspiration für einige Formen zeitgenössischer Kunst der Aborigines.
- Eine spezielle Art der Malerei, bekannt unter dem Begriff Bradshaw-Felsmalerei, scheint in den Höhlen in der Kimberley-Region in Western Australia vorzuherrschen. Sie sind benannt nach dem europäischen Missionar, Joseph Bradshaw, der als Erster von ihnen 1891 berichtete. Den Aborigines der Region sind sie bekannt als Gwion Gwion.
- Figurative Felsmalerei wird vor allem in und um Sydney gefunden; dabei sind die Figuren nur im Umriss und stark vereinfacht dargestellt.

Die traditionelle Kunst der Aborigines verwendet anorganischen Farben; moderne Künstler benutzen oft synthetische Farben zum Malen auf Leinwand wie beispielsweise Acryl.

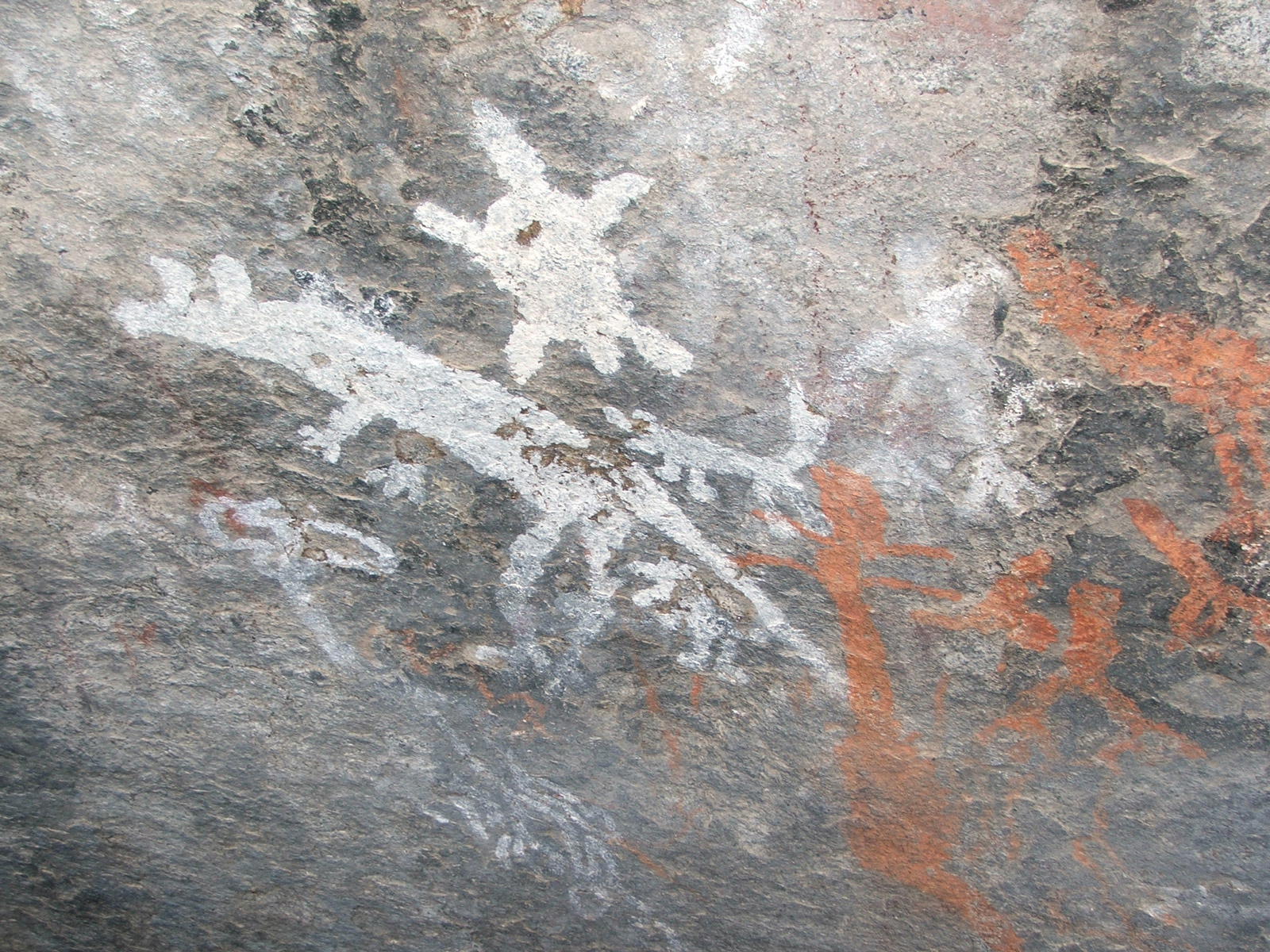
Felsmalerei im Namadgi National Park, das ein Kängurus, Dingos, Emus, Menschen und einen Echidna oder eine Schildkröte darstellt
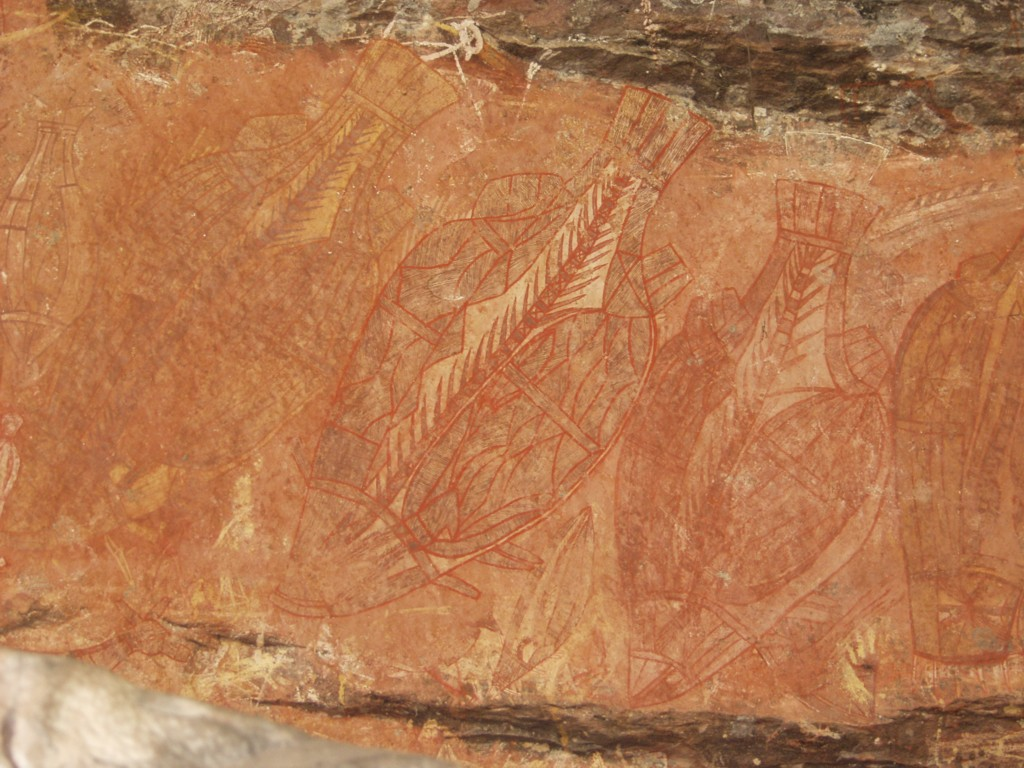
Barramundi in Röntgendarstellung am Nourlangie Rock im Kakadu-Nationalpark
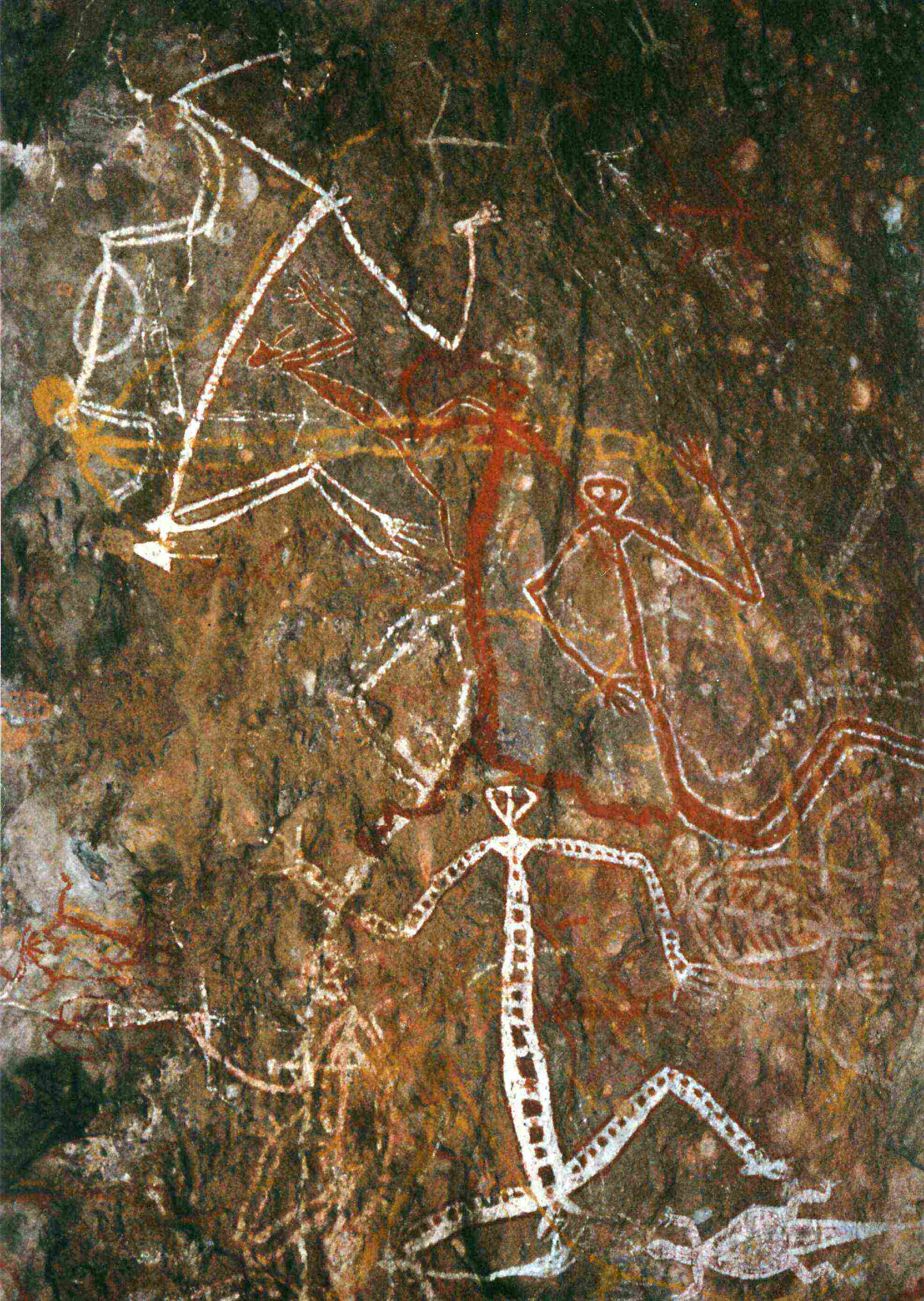
Mimihs als Felsmalerei am Nourlangie Rock im Kakadu-Nationalpark
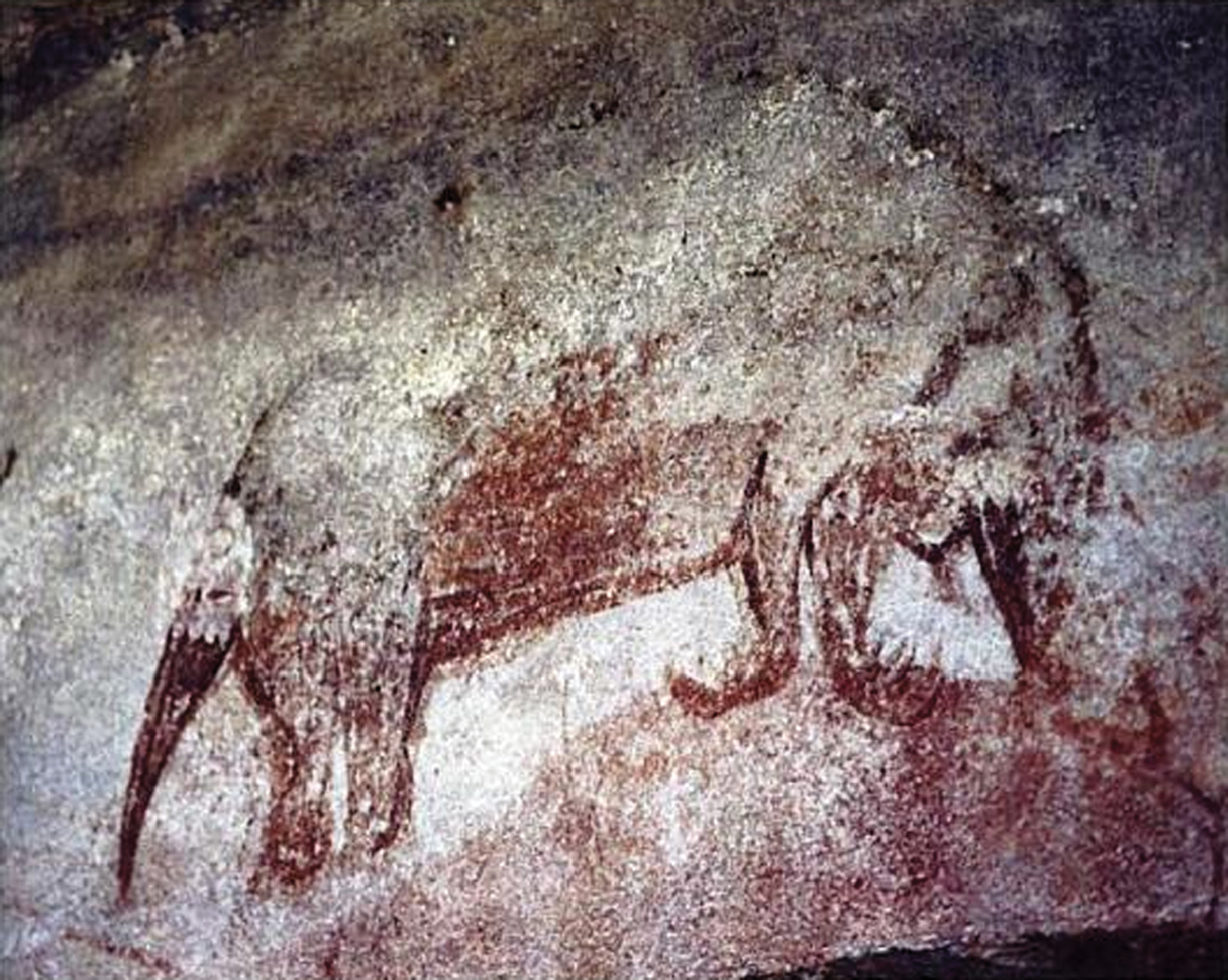
Ein Langschnabeligel.

### Steinritzungen

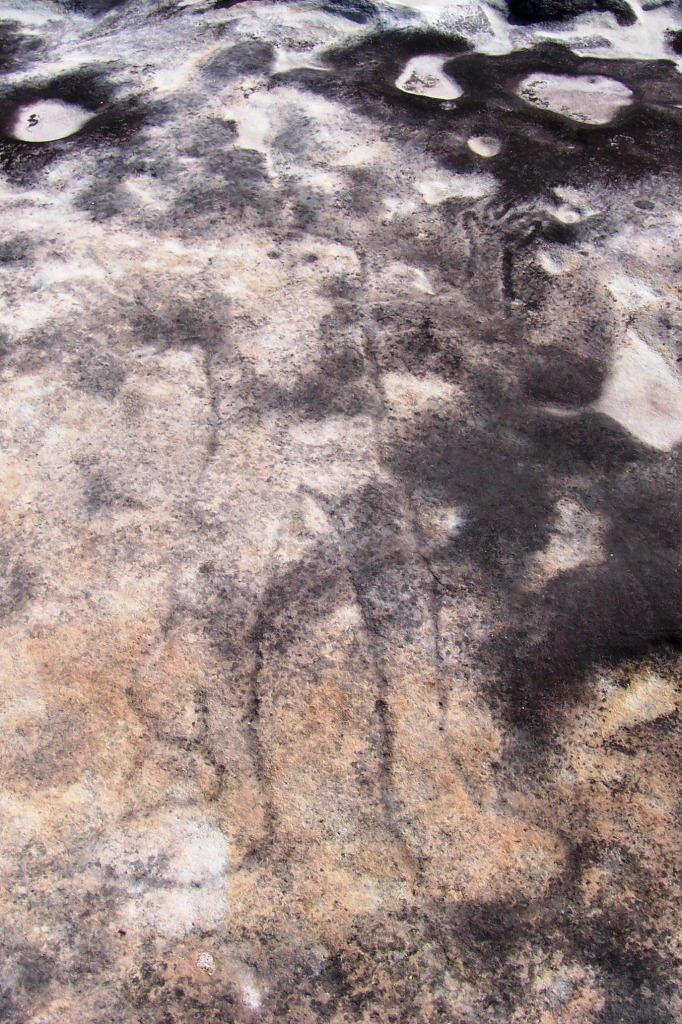
Petroglyph im Ku-ring-gai-Chase-Nationalpark, nahe Sydney

Die Felsritzzeichnungen sind die langlebigsten Artefakte der Aborigines. Es gibt verschiedene Formen von Steinritzungen auf Felsen und Steinwänden in Australien; die bekanntesten sind von Murujuga in Western Australia, die Sydney-Felsgravuren um Sydney in New South Wales und der Panaramitee-Stil bei Adelaide im nordöstlichen South Australia.
- Bei den Steinritzungen von Murujuga handelt es sich um die wohl größte Ansammlung von Petroglyphen und Mustern, die von 300.000 bis zu über 1.000.000 geschätzt werden. Die durch die Industrialisierung bedrohten Bilder von ausgestorbenen Tieren wie zum Beispiel dem Beutelwolf reichen nach Schätzungen bis zu 30.000 Jahren und bis in die Kolonisation durch die Europäer zurück.
- Die Sydney-Felsgravuren haben ihren eigenen Stil, der sonst nirgendwo in Australien gefunden wird, mit gravierten Tieren, Menschen und Symbolen. Sie sind in einem Stil hergestellt, der als „simpel anschaulich“ bezeichnet wird und auf mindestens 5.000 Jahre geschätzt wird. Darunter sind auch Gravuren, die nicht älter als 200 Jahre sein können, wie zum Beispiel europäische Segelschiffe.
- Die zu mehreren Tausenden hergestellten ältesten Felsritzungen im Panaramitee-Stil werden auf ein Alter von 14.000 Jahren geschätzt. Dieser Kunststil der Aborigines basiert auf zwei Grundformen, die auch in anderen prähistorischen und traditionellen Aboriginekunstformen vorkommen. Die Grundformen dieses Stils bilden Wegespuren von Tieren sowie Vögeln und geometrische Formen. Er wird deshalb als Weg- und Zirkelstil bezeichnet.

### Steinkreise
Stein-Anordnungen in Australien können Steinkreise mit einem Durchmesser von bis zu 50 Metern sein mit 1 Meter hohen Steinen, die im Boden eingelassen sind – so in Victoria, oder kleinere Stein-Anordnungen, wie sie überall in Australien gefunden werden, zum Beispiel nahe Yirrkala, wo sie die Proas der Fischer von der Straße von Makassar akkurat darstellen. Neben den Steinritzungen von Murujuga gibt es dort zahlreiche Stein-Anordnungen, die vermutlich zeremoniellen Zwecken gedient haben.

### Skulpturen

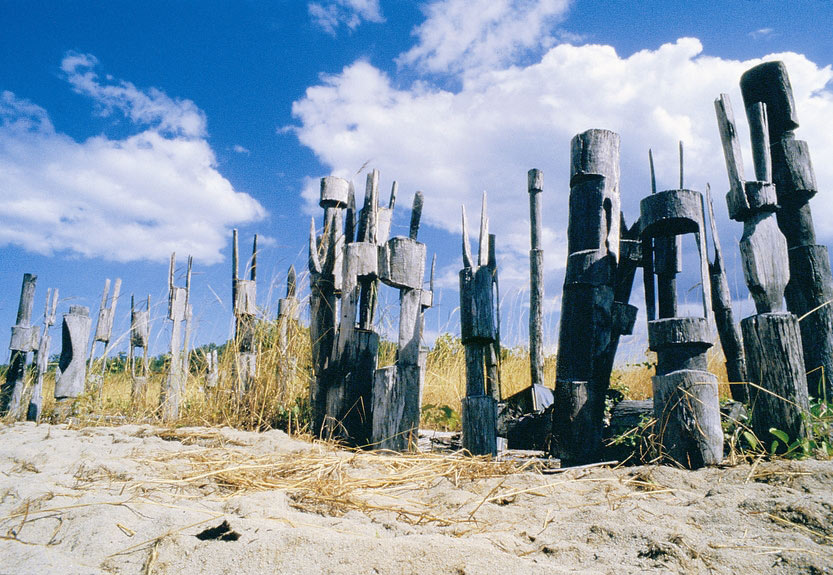
Totempfähle der Tiwis

Skulpturen der Tiwis von den Tiwi-Inseln sind seit den 1930er Jahren berühmt. Es handelt sich um Skulpturen von Vögeln und Tieren. Neuerdings stellt Enraeld Djulabinyanna menschliche Skulpturen her, die die Traumzeitgeschichte des Tiwi-Stammes von Purukuparli und Bima thematisieren, an deren Ende Purukuparli zu Tode kommt.
Mimih (oder Mimi) sind traditionell kleine menschenähnliche mythologische Wichtel, die plastisch oder als Gravuren dargestellt werden. Mimihs sind so empfindlich, dass sie an einem windigen Tag niemals draußen bleiben können, weil sie sonst wie Laub davon geweht würden. Wenn Menschen sich ihnen nähern, dann rennen sie in eine Felsspalte, und wenn keine Felsspalte vorhanden ist, dann öffnet sich der Fels selber und verschließt sich hinter den Mimih in den Vorstellungen der Aborigines. Bekannt sind die Mimihfiguren von Crusoe Kuningbal für zeremonielle Zwecke und ähnliche Plastiken. Kuningbals Figurenplastiken sind statisch im Gegensatz zur sonstigen lebhaften Mimihskulptur. Kuningbal schuf in den letzten zehn Jahren bis zu seinem Tod im Jahre 1984 zahlreiche Plastiken. Sein Sohn, der bis zu 3 bis 4 Meter hohe Figuren herstellt, führt diese Tradition fort.

### Schmuck
Ornamentierte  Muschelschalen, die auf Schnüre aus Haaren geflochten sind, die sogenannten Riji sind um Broome und bis in die Kimberleys verbreitet und zählen zur Kunst. Sie werden nur von Männern getragen, die bereits durch das Ritual der Bora initiiert worden sind. Ferner zählen auch Ketten und anderer Schmuck, wie jener der Tasmanier, die verbreitet sind, hinzu.

## Gegenwartskunst

### 1. Generation: Bruch mit Traditionen

#### Hermannsburg School
1934 lehrte der australische Maler Rex Batterbee in Hermannsburg den Aborigine-Künstler Albert Namatjira und andere Künstler das Malen von Landschaften mit Wasserfarben. Es wurde ein populärer Stil, der jetzt unter dem Namen Hermannsburg School bekannt ist, und bei Ausstellungen in Melbourne, Adelaide und anderen Städten gezeigt und verkauft wurde.
1966 wurde eines von David Malangis Mustern auf dem australischen 1-Dollar-Schein abgebildet, ursprünglich ohne sein Wissen. Es war der erste Copyright-Fall, bei dem ein Aborigine Zahlungen erhielt (durch die Reserve Bank).

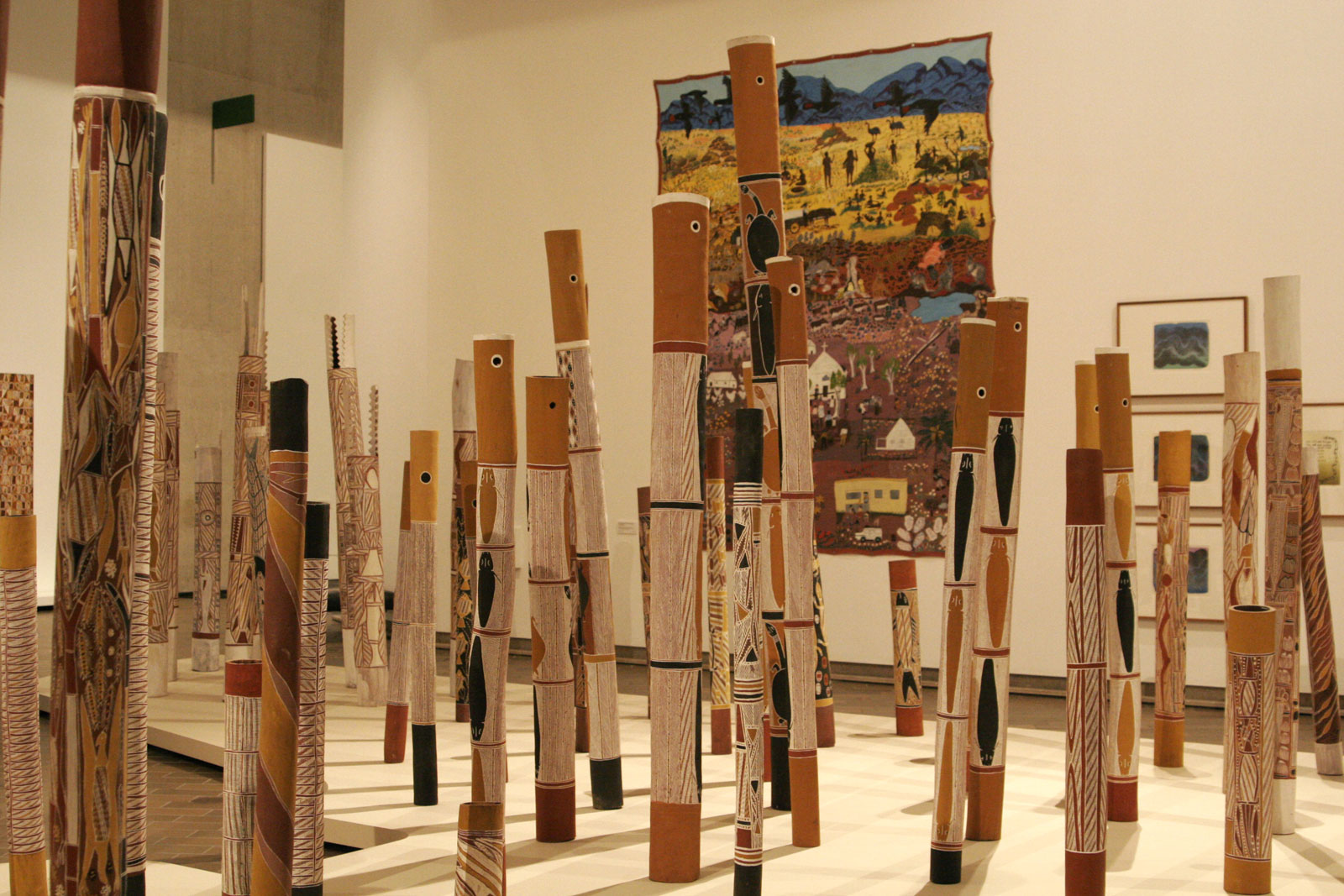
Ausstellung der Baumstammgrabmale

1988 wurde ein Denkmal für Aborigines und Torres Strait Islander in der  National Gallery of Australia in Canberra enthüllt, das aus 200 hohlen Baumstamm-Grabmalen – ähnlich wie sie für Beerdigungszeremonien im Arnhem Land benutzt werden – bestand. Es wurde erstellt für die 200-Jahr-Feier der britischen Kolonisation Australiens und ist in Erinnerung an jene Aborigines, die bei Konflikten mit den Siedlern starben. Es wurde von 43 Künstlern aus Ramingining, darunter auch 10 Skulpturen von David Malangi, und den umliegenden Gemeinschaften hergestellt. Der Pfad, der durch die Mitte führt, stellt den Glyde River dar. Im selben Jahr öffnete das neue Parliament House in Canberra mit einem 196 Quadratmeter großen Granit-Mosaik aus Pflastersteinen von Michael Nelson Jakamarra.
Der späte Rover Thomas ist ein anderer gut bekannter moderner australischer Künstler, der in Western Australia geboren wurde; er repräsentierte Australien 1990 auf der Biennale di Venezia. Er kannte und ermutigte andere bekannte Künstler zu malen, einschließlich Queenie McKenzie aus dem Osten der Kimberleys, und beeinflusste die Arbeiten von Paddy Bedford und Freddy Timms stark.
In den späten 1980ern und frühen 1990ern erlangte die Arbeit von Emily Kngwarreye Popularität. Obwohl sie die meiste Zeit ihres Lebens mit Kunstgewebe beschäftigt war, erlangte sie Anerkennung als Malerin erst im Alter von mehr als 80 Jahren. Sie war von der Utopia Community nordöstlich von Alice Springs. Kngwarreye malte nur einige wenige Jahre gegen Ende ihres Lebens. Ihr Stil veränderte sich jedes Jahr und wird als Mischung von traditioneller und zeitgenössischer Kunst angesehen. Ihr Aufstieg in die Popularität ist der manch anderer indigener Künstler vorausgegangen: Kngwarreyes Nichte Kathleen Petyarre, Minnie Pwerle, Dorothy Napangardi, Jeannie Petyarre (Pitjara) und Dutzende andere wurden gesuchte Künstler auf dem Kunstmarkt. Die Popularität dieser häufig älteren Künstler und der daraus folgende Druck auf sie und ihre Gesundheit wurde zu solch einem Problem, dass Kunst-Zentren aufhörten, diese Kunst online zu verkaufen; stattdessen wurden Kunden auf eine Warteliste gesetzt.
Trotz der Entfernung vieler Künstler von urbanen Siedlungen, der Armut und den Gesundheitsproblemen vieler Künstler, wird der Wert dieses schnell wachsenden Kunstgewerbes auf eine halbe Milliarde australischer Dollars geschätzt.

#### Papunya Tula und „Dot-Painting“

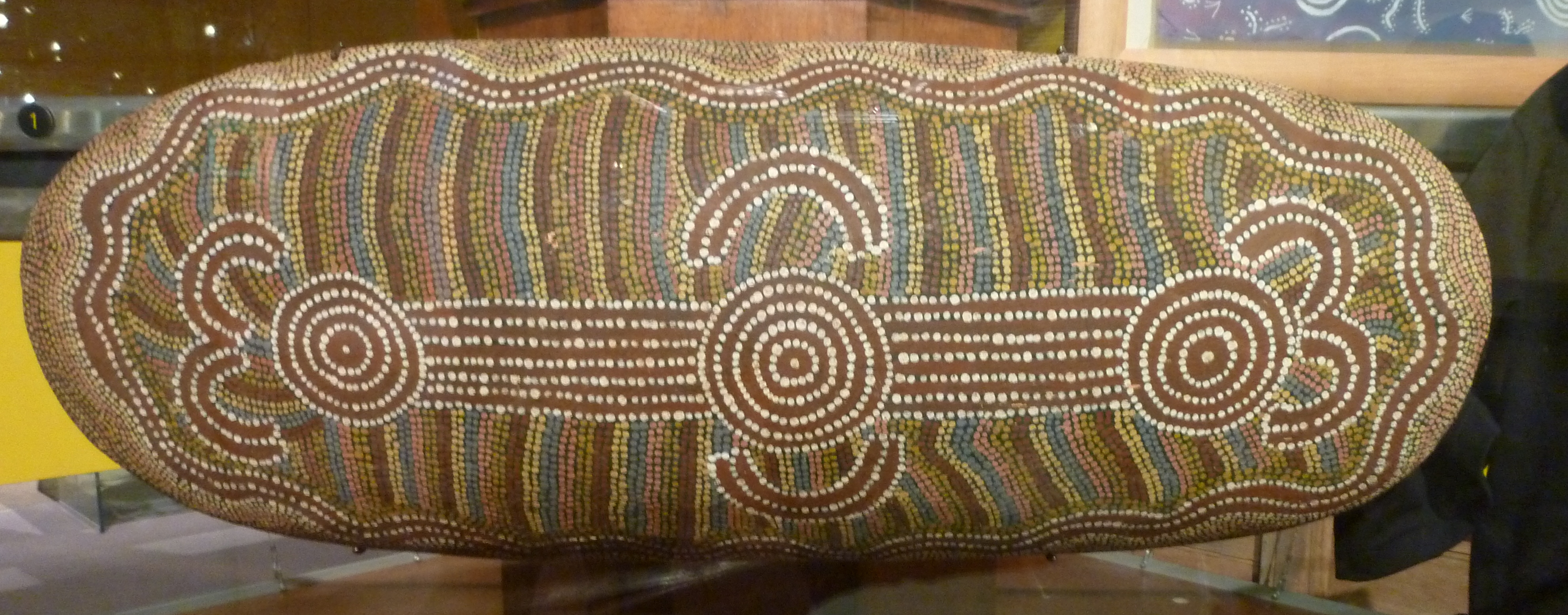
Coolamon mit Dot-Painting

1971 und 1972 ermutigte der Kunstlehrer Geoffrey Bardon Aborigines in Papunya, nordwestlich von Alice Springs ihre Geschichten von der Traumzeit auf Leinwand festzuhalten. Diese Dreamings waren zuvor in den Wüstensand gezeichnet worden, waren dadurch vergänglich und erhielten nun eine dauerhafte Form. Sie malten zunächst auf den Schulmauern in Papunya rituelle Abbildungen der Honigameisen. Danach benutzten die Maler Maluntergründe aus Holz und die Farbskala bestand wie bei den Bodenbildern aus natürlichen Materialien. Synthetische Farben boten neue Möglichkeiten der Darstellung und des Malens, insgesamt blieb die Darstellung dennoch im traditionellen Rahmen. 1974 verschwanden die naturalistischen Darstellungen mit Linien. Des Weiteren wurden Werke auf Leinwand gemalt und die Muster mit Punkten wurden ab 1980 auf den Malgrund aufgebracht. Johnny Warangkula Jupurrula war mit einer der Ersten, der diese Form der Punkt-Malerei perfektionierte und ikonographische Elemente schuf, die sich im Bild auflösen.
Die Punkte sollten, so wird vermutet, dazu dienen, Teile der geheimen und geheiligten Zeremonien nicht darzustellen. Dennoch kam Kritik von anderen Aborigines auf, wonach diese Bilder zu viel von ihrem Erbe enthüllt hätten. Geheime Muster sind beschränkt auf Rituale und seien nun zu Waren verkommen und verkauft worden. Ein Großteil der Kunst, die von Touristen erworben werden kann, beruht auf dem Dot-Painting-Stil, der in der Künstlerkolonie Papunya entwickelt wurde und Papunya Tula genannt wird. Der bekannteste und erfolgreichste Künstler dieser Bewegung war Clifford Possum Tjapaltjarri, von dem eines seiner Bilder zum Rekordpreis von 2,5 Millionen australischen Dollar (AUD) vom australischen Staat gekauft wurde, der verhindern wollte, dass dieses Kulturgut nach Übersee geht. Ebenfalls Vertreter dieser Kunstrichtung ist Johnny Warangkula, dessen Water Dreaming at Kalipinya zweimal zu Höchstpreisen verkauft wurde. Beim zweiten Verkauf im Jahre 2000 wurde ein Verkaufspreis von 486.500 AUD erzielt.
Nachdem 1983 einige Mitglieder der Papunya-Bewegung unzufrieden wurden mit dem Handel ihrer Bilder durch private Verkäufer, zogen sie nach Yuendumu und begannen die 36 Türen der Schule mit Geschichten der Traumzeit zu bemalen, um dort eine neue Bewegung zu gründen. 1985 wurde die Warlukurlangu Artists Aboriginal Association in Yuendumu gegründet, die die Künstler betreut und deren Werke im Interesse der Künstler vermarktet. Die bekanntesten Maler sind Paddy Japaljarri Stewart, Paddy Tjapaltjarri Sims, Maggie Napangardi Watson und Judy Napangardi Watson.

#### Kunst-Kooperativen
Während die meisten westlichen Künstler eine formale Ausbildung durchlaufen und ihre Kunst alleine herstellen, wird die Kunst der 1. Generation in Kunstzentren auf dem Land gemeinsam hergestellt.
Viele dieser Zentren operieren mit Online-Kunstgalerien, wo lokale und internationale Käufer die Arbeit direkt von den Gemeinschaften kaufen können, ohne Zwischenhändler einzuschalten. Die Kooperativen spiegeln die Verschiedenheit der Kunst zwischen den Aborigines der verschiedenen Regionen wider: den Nordwesten, wo hauptsächlich Ocker benutzt wird, die Kreuzschraffur, die im tropischen Norden überwiegt und schließlich den Papunya-Stil aus den Kooperativen der zentralen Wüste. Kunst wird zunehmend eine bedeutende Einkommensquelle der Gemeinschaften.
Andererseits entwickelt sich in den Städten abseits der Künstlerkolonien auf dem Land kritische und politische Kunst, die den herrschenden Rassismus zum Gegenstand nimmt.

### 2. Generation: Kunst gegen Rassismus
Seit 1987 fanden Werke von Robert Campbell Junior größere Beachtung, als er Geschehnisse der Vergangenheit in seinen Werken malerisch festhielt. 1972 wurde die Zelt-Botschaft (englisch: Aboriginal Tent Embassy), vor dem Old Parliament House in der australischen Hauptstadt Canberra aufgebaut, die den politischen Wandel des offiziellen Australiens zu den Landrechten der Aborigines einleitete. Sein Bild Aboriginal-Botschaft von 1986 mit durchsichtig nackten Figuren mit einer erkennbaren Speiseröhre, stellt die Sichtweise der Aborigines von den Weißen mit ihrer Interessenlage dar. Des Weiteren malte er zahlreiche Bilder, die die immer noch herrschende Rassentrennung in Kinos und Schwimmbädern widerspiegelte. Seine Bilder sind mittlerweile ein Sammelgebiet, das zu hohen Preisen gehandelt wird.
Gordon Bennett ging einen Schritt weiter, als er eine geköpfte, blutverspritzende Aborigine-Gestalt in voller Bemalung in den Traditionen der Aborigines in seinem Bild Außenseiter von 1988 darstellte und damit eine „metaphorische Attacke auf die Festung der europäischen Kunst“ vornimmt. Denn Bennett malt die Gestalt des Aborigine in das Bild Schlafzimmer von Arles von Vincent van Gogh hinein und „dringt in eine der Ikonen der westlichen Welt ein“. Aufsehen erregte er in seiner Ausstellung in Melbourne, die den Titel Colonial/Post-colonial trug, wo er ein Werk mit einem betrunkenen Weißen zeigte, dessen Hunde einen Aborigine töten.
Karen Casey, in Tasmanien geboren, malte einen europäischen Jäger in seinem Bild Hab den Kerl erwischt mit breitem Grinsen und einem Gewehr auf seinem Schoß. Neben dem Jäger liegt der Kadaver des Beutelwolfs, den die Europäer ausrotteten. Der Beutelwolf ist das Symbol der Unterdrückung und der Ausrottung der tasmanischen Aborigines im Jahr 1876.
Richard Bell malte das Bild Krise: Was soll man mit diesem Mischling anfangen. Er geht damit auf rassistische Vorurteile ein, indem er neben einem Weißen und einem Schwarzen einen Mischling (half-caste = Halbblut) in europäischer Kleidung als verlorene Figur darstellt. Bell, der als Maler arbeitet, auch Performances entwickelt oder Videos dreht, setzt sich radikal politisch mit dem Verhältnis von Weißen und Schwarzen auseinander, indem er zwar traditionelle und moderne Kunst der Aborigines nutzt, aber stets Widersprüche formuliert und schärft: „Aboriginal Art [Kunst] – das ist eine Sache der Weißen!“ […] „Ich will keine Steuerermäßigung. Ich will mein ganzes Land zurück…“

### Modern Art

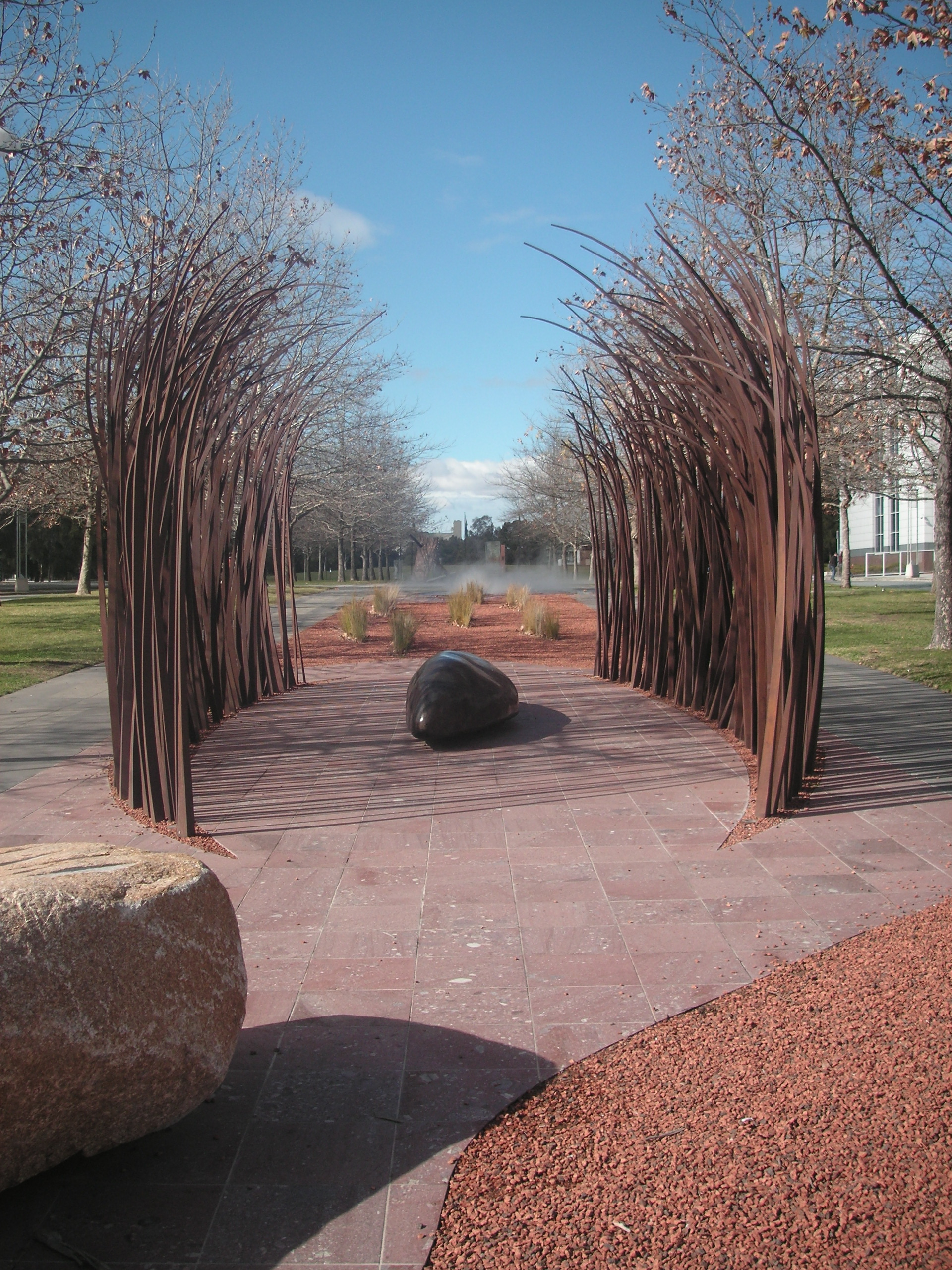
Fire and Water von Judy Watson auf dem Reconciliation Place (Versöhnungsplatz) in der Parlamentszone von Canberra

Judy Napangardi Watson, eine australische Bildhauerin und Graphikerin, ist eine bedeutende Vertreterin der Modernen Kunst der Aborigines. In ihren Arbeiten integriert sie Naturmaterialien, wodurch der Eindruck einer Kunst der Land Art entsteht.

## Ökonomisierung der Aborigines-Kultur
Der Erfolg der Kunstbewegung der Aborigines zog auch Menschen an, die kein Kunstverständnis haben und nur ihren Vorteil daraus ziehen wollen. Seit Geoffrey Bardons Zeit in den frühen Jahren der Papunya-Bewegung wurden Bedenken geäußert, dass die Künstler, die vorwiegend Analphabeten sind und kein Englisch sprechen, ihre Kunstwerke unter Wert weggeben würden.
Andererseits fingen erfolgreiche Maler wie Emily Kngwarreye an, Kunst wie am Fließband zu produzieren, so dass die Ergebnisse inkonsistent wurden und etliche Bilder als nicht wertvoll angesehen werden. In Kngwarreyes Fall akzeptiert Sotheby’s beispielsweise nur etwa jedes 20. Bild. Treibende Kraft hinter dieser Massenproduktion war der Druck, die gesamte erweiterte Familie zu ernähren – in Albert Namatjiras Fall sind zum Beispiel rund 600 Personen dokumentiert.
„Viele Künstler, die bei der Gründung der Kunstzentren eine bedeutende Rolle gespielt hatten, waren sich des wachsenden Interesses an der Kunst der Aborigines während der 70er Jahre bewusst und beobachteten mit Besorgnis und Neugier die Entwicklung in Papunya unter den Leuten, mit denen sie eng verwandt waren. Es gab einen wachsenden Markt für Kunst in Alice Springs. Die Erfahrungen der Künstler waren geprägt von Frustration und einem Gefühl, die Kontrolle verloren zu haben, als Käufer sich weigerten, die geforderten Preise zu bezahlen, die den Wert der Tjukurrpar reflektieren, oder wenn sie kein Interesse daran hatten, die Geschichten zu verstehen. Die Bildung von Warlukurlangu war ein Weg, um sicherzustellen, dass Künstler etwas Kontrolle über den Verkauf und die Verteilung ihrer Malerei hatten.“
Im März 2006 berichtete ABC von den Betrügereien mit Kunst in Western Australia. Anschuldigungen wurden erhoben über schlechte Arbeitsbedingungen, gefälschte Arbeiten von englischen Rucksacktouristen, überzogene Preise und Künstler, die mit Kunstwerken für Fotografien posierten, die nicht ihre eigenen waren. Ein Polizist sagte hierzu:
„[…] speziell die älteren Menschen. Ich meine, diese Leute habe keine Bildung, sie hatten nicht viel Kontakt zu Weißen. Sie haben kein wirkliches Verständnis von Gesetzen und keinen Geschäftssinn. Ein Dollar hat keine wirkliche Bedeutung für sie und ich denke, sie so zu behandeln […] steht diesem Land nicht gut an.“
Im August 2006 startete der Australische Senat eine Untersuchung, nachdem Kritik an Praktiken in der Herstellung von Kunst der Aborigines aufgekommen war: Die Untersuchung dauerte zehn Monate und sammelte Beweise aus allen Teilen Australiens, auch durch öffentliche Anhörungen in Western Australia, Northern Territory, Sydney und Canberra.
Im Februar 2007 berichtete die Territory Art-Ministerin, Marion Scrymgour, dass Rucksacktouristen zum Teil die Hersteller von Kunsthandwerk der Aborigines waren. Es handelte sich vornehmlich um kunsthandwerkliche Produkte, die in Australien in Touristenshops verkauft wurden. Ein extremer Missbrauch wurde bei der industriellen Herstellung von Didgeridoos und der Bemalung durch Rucksacktouristen festgestellt.
Der Senat gab am 21. Juni 2007 29 Empfehlungen aus, unter anderem
- allgemeine öffentliche Finanzierung in die Infrastruktur des Sektors
- stärkere Polizeikontrollen, um unethische Geschäftspraktiken zu reduzieren
- Einführung eines Code of Practice in diesem Sektor
- Regierungsbehörden implementieren einen Prozess, wie sie mit indigener Kunst umgehen

Der Bericht schlug vor, gesetzliche Maßnahmen zu ergreifen, falls die Missstände nicht beseitigt würden.

## Ausstellung
- 2010/2011: Remembering Forward – Malerei der australischen Aborigines seit 1960, Museum Ludwig, Köln